# Campionati italiani di triathlon cross country del 2017
I Campionati italiani di triathlon cross country del 2017 (XIII edizione) sono stati organizzati dalla Federazione Italiana Triathlon e si sono tenuti a Alpago in Veneto, in data 22 luglio 2017.
Tra gli uomini ha vinto per la seconda volta consecutiva Marcello Ugazio (Azzurra Triathlon Team), mentre la gara femminile è andata a Eleonora Peroncini ( CUS Parma).

## Risultati

### Élite uomini
| Pos. | Atleta                       | Società sportiva         | Nuoto    | Bici     | Corsa    | Totale   |
| ---- | ---------------------------- | ------------------------ | -------- | -------- | -------- | -------- |
|      | Marcello Ugazio              | Azzurra Triathlon Team   | 00:14:41 | 00:49:14 | 00:22:44 | 01:27:47 |
|      | Federico Spinazzè            | Silca Ultralite          | 00:13:49 | 00:53:09 | 00:23:39 | 01:31:46 |
|      | Alberto Casadei              | Fiamme Oro               | 00:13:53 | 00:53:10 | 00:24:17 | 01:32:25 |
| 4    | Filippo Galli                | Pool Cantù 1999          | 00:15:27 | 00:00:00 | 00:24:24 | 01:32:35 |
| 5    | Massimo Cigana               | Eroi del Piave           | 00:16:43 | 00:51:00 | 00:24:17 | 01:33:18 |
| 6    | Riccardo Ridolfi             | T.D. Rimini              | 00:17:41 | 00:49:45 | 00:25:12 | 01:34:12 |
| 7    | Emanuele Aru                 | Villacidro Triathlon     | 00:15:13 | 00:52:11 | 00:26:22 | 01:34:34 |
| 8    | Francesco Floriano Nicolardi | Raschiani Tri Pavese     | 00:13:50 | 00:53:50 | 00:25:51 | 01:34:52 |
| 9    | Stefano Davite               | Sai Frecce Bianche       | 00:16:27 | 00:51:25 | 00:26:49 | 01:35:46 |
| 10   | Samuele Gobbo                | A3 Triathlon             | 00:14:46 | 00:52:58 | 00:27:02 | 01:36:13 |
| 11   | Mattia Zontini               | Raschiani Tri Pavese     | 00:16:53 | 00:52:51 | 00:25:22 | 01:36:22 |
| 12   | Fausto Fognini               | Pool Cantù 1999          | 00:17:01 | 00:53:29 | 00:24:31 | 01:36:31 |
| 13   | Francesco Figini             | Pool Cantù 1999          | 00:18:34 | 00:00:00 | 00:24:42 | 01:36:38 |
| 14   | Andrea Giuseppe Zanenga      | Granbike Triathlon       | 00:16:32 | 00:53:08 | 00:25:43 | 01:36:44 |
| 15   | Carlo Zucca                  | Blue Tribune             | 00:15:23 | 00:54:53 | 00:26:03 | 01:37:22 |
| 16   | Luca Berardini               | Feralpi Triathlon        | 00:17:05 | 00:53:29 | 00:25:38 | 01:37:40 |
| 17   | Fabio Guidelli               | Vis Cortona              | 00:13:54 | 00:57:40 | 00:25:31 | 01:38:03 |
| 18   | Marco Saia                   | SSD Europa               | 00:16:47 | 00:55:19 | 00:25:35 | 01:39:02 |
| 19   | Marco Panzavolta             | Padova Nuoto Triathlon   | 00:16:03 | 00:00:00 | 00:27:19 | 01:39:16 |
| 20   | Daniele Michelet             | Pinarello Triathlon Team | 00:15:20 | 00:55:03 | 00:27:52 | 01:39:48 |

### Élite donne
| Pos. | Atleta              | Società sportiva       | Nuoto    | Bici     | Corsa    | Totale   |
| ---- | ------------------- | ---------------------- | -------- | -------- | -------- | -------- |
|      | Eleonora Peroncini  | CUS Parma              | 00:18:09 | 00:57:00 | 00:27:37 | 01:43:52 |
|      | Bianca Morvillo     | Los Tigres             | 00:18:15 | 01:00:22 | 00:30:03 | 01:50:09 |
|      | Sara Tavecchio      | K3 Cremona             | 00:16:48 | 01:03:17 | 00:30:39 | 01:51:55 |
| 4    | Marica Romano       | Granbike Triathlon     | 00:16:03 | 01:06:30 | 00:30:11 | 01:54:50 |
| 5    | Matilde Bolzan      | Sai Frecce Bianche     | 00:20:01 | 01:01:41 | 00:31:54 | 01:55:00 |
| 6    | Genziana Cenni      | Vis Cortona            | 00:21:19 | 01:05:08 | 00:30:06 | 01:58:08 |
| 7    | Camilla Magliano    | Granbike Triathlon     | 00:20:00 | 01:10:17 | 00:26:10 | 01:58:34 |
| 8    | Carlotta Missaglia  | PPRTeam                | 00:14:52 | 01:17:45 | 00:29:01 | 02:02:44 |
| 9    | Francesca Ravazzolo | Padova Nuoto Triathlon | 00:20:27 | 01:09:41 | 00:32:19 | 02:04:18 |
| 10   | Irene Fagherazzi    | A3 Triathlon           | 00:23:00 | 00:00:00 | 00:33:44 | 02:05:31 |
| 11   | Giulia Ramponi      | Padova Nuoto Triathlon | 00:20:26 | 01:14:31 | 00:35:05 | 02:11:42 |
| 12   | Laura Silei         | Perugia Triathlon      | 00:21:30 | 01:17:05 | 00:32:58 | 02:13:08 |
| 13   | Elisa Nardi         | Granbike Triathlon     | 00:26:31 | 01:10:43 | 00:34:34 | 02:14:31 |
| 14   | Ilaria Sambo        | Pro Patria Milano      | 00:22:17 | 01:16:19 | 00:38:41 | 02:19:50 |
| 15   | Ilenia Lazzaro      | Padova Nuoto Triathlon | 00:25:42 | 01:17:15 | 00:36:02 | 02:21:21 |
| 16   | Giulia Dall'Arche   | A3 Triathlon           | 00:24:29 | 01:14:51 | 00:41:24 | 02:23:10 |
| 17   | Giacinta Savorani   | Triathlon Faenza       | 00:23:04 | 01:25:51 | 00:35:54 | 02:27:30 |
| 18   | Emanuela Zaetta     | A3 Triathlon           | 00:24:10 | 01:26:48 | 00:34:16 | 02:27:46 |
| 19   | Sara Roncato        | Asi Triathlon Noale    | 00:19:20 | 01:38:04 | 00:38:14 | 02:37:43 |
| 20   | Luisella Iabichella | Road Runners           | 00:24:59 | 01:30:28 | 00:44:15 | 02:42:35 |